# Gagea ludmilae
Gagea ludmilae är en liljeväxtart som beskrevs av Igor Germanovich Levichev. Gagea ludmilae ingår i Vårlökssläktet och i familjen liljeväxter. Inga underarter finns listade.